# Preaiubita
Preaiubita (în engleză Beloved) este un roman din 1987 al scriitoarei americane Toni Morrison, laureată a Premiului Nobel pentru Literatură în 1993. Amplasat în perioada de după Războiul Civil American, romanul este povestea unei familii disfuncționale formată din foști sclavi, a căror casă din Cincinnati este bântuită de un spirit malefic. Ideea aceste cărți este inspirată din viața lui Margaret Garner, o sclavă din statul sclavagist Kentucky, care a evadat și a fugit în statul liber Ohio în 1856.
Garner a fost capturată în temeiul Legii Sclavilor Fugari din 1850, iar când oamenii legii americani au pătruns în cabana în care ea și soțul ei se baricadaseră, femeia încerca să-și ucidă copiii - și deja o ucisese pe fiica cea mică - în speranța că îi va cruța de întoarcerea în sclavie. Principala inspirație a lui Morrison pentru roman a fost o relatare a evenimentului intitulat „A Visit to the Slave Mother who Killed Her Child” (În vizită la Mama Sclavă care și-a ucis copilul) într-un articol de ziar din 1856, publicat inițial în American Baptist și reprodus în The Black Book, o antologie de texte din istoria și cultura negrilor, pe care Morrison o editase în 1974.
Romanul a câștigat Premiul Pulitzer pentru ficțiune la un an de la publicare și a fost finalist pentru National Book Award din 1987. Un sondaj al scriitorilor și criticilor literari realizat de The New York Times a clasat-o drept cea mai bună lucrare de ficțiune americană din 1981 până în 2006. În 1998 a fost adaptat în filmul omonim, cu Oprah Winfrey în rolul principal.

## Rezumat
Preaiubita începe în 1873 în Cincinnati, Ohio, cu Sethe, o fostă sclavă, și fiica ei de 18 ani, Denver, care locuiesc pe strada Bluestone Road la numărul 124. De ani de zile, locul este bântuit de ceea ce ele cred că ar fi fantoma fiicei mai mari a lui Sethe. Denver este timidă, nu are prieteni și trăiește mai mult închisă în casă. Fiii lui Sethe, Howard și Buglar, au fugit de acasă la vârsta de 13 ani, din pricina fantomei, crede mama lor. Baby Suggs, mama soțului lui Sethe, Halle, a murit la scurt timp după fuga băieților, cu opt ani înainte de istorisirea romanului.
Într-o zi, la casa lui Sethe sosește Paul D., unul dintre sclavii de la Dulcea Casă (în engleză: Sweet Home), plantația unde Sethe, Halle, Baby Suggs și alți câțiva fuseseră și ei înrobiți. El alungă spiritul, necăjind-o pe Denver pentru că i-a gonit singurul însoțitor, dar tot el le convinge să iasă din casă pentru prima dată în ultimii ani și să meargă împreună la un carnaval. La întoarcere, ei găsesc o tânără pe prispa casei, pe nume Preaiubita (în engleză: Beloved). Paul D. devine bănuitor și o avertizează pe Sethe, dar aceasta este prea fermecată de tânără și îl ignoră. Denver este nerăbdătoare să aibă grijă de fata bolnăvicioasă și începe să creadă că este sora ei mai mare care s-a întors acasă.
Paul D. începe să se simtă din ce în ce mai inconfortabil și nedorit în casă. Într-o noapte, Preaiubita intră peste el și îi face avansuri. În timp ce fac sex, mintea lui este plină de amintiri oribile din trecutul său, inclusiv violența sexuală aplicată lui și celorlalți bărbați legați în lanțuri. Paul D. încearcă să-i spună lui Sethe ce s-a întâmplat, dar nu reușește. În schimb, îi spune că vrea să facă un copil cu ea. Lui Sethe îi este frică să fie din nou însărcinată. Când Paul D. le spune prietenilor de la serviciu despre planurile lui de a-și întemeia o familie, aceștia se sperie. Unul dintre ei, Stamp Paid, îi povestește de ce oamenii din jur o marginalizează pe Sethe.
Paul D. o întreabă despre asta pe Sethe, care îi spune că după ce a scăpat și a venit cu copiii ei la 124, patru călăreți au venit după ea și copiii ei să-i facă sclavi din nou. Sethe, îngrozită de întoarcerea la Dulcea Casă și la stăpânul ei cel crud, Învățătorul, a fugit în magazie să-și omoare copiii, dar n-a reușit să o omoare decât pe fiica cea mare. Sethe spune că „nu a vrut decât să-și apere copilașii”. Paul D. pleacă, spunându-i că iubirea ei este „prea densă”; ea îi răspunde că „iubirea subțire nu-i iubire deloc”(Preaiubita, 2014, traducere de Virgil Stanciu, p. 224) ferm convinsă că a făcut ceea ce trebuia.
Până la urmă, Sethe începe să creadă că Preaiubita este fiica pe care a ucis-o, deoarece „Preaiubita ” era tot ce și-a putut permite să  fie gravat pe piatra funerară. De aceea este nespus de bucuroasă, nutrind speranța că Halle și fiii ei se vor întoarce și ei și atunci vor fi cu toții împreună din nou. Simțindu-se vinovată, ea începe să-și petreacă tot timpul cu Beloved și să-și cheltuie toți banii pentru a-i face pe plac, găsindu-i scuze pentru tot ce face. Ajunge chiar să își piardă slujba. Preaiubita devine tot mai rea și pretențioasă, face crize de furie atunci când nu obține ce vrea. Încet, încet îi consumă viața lui Sethe. Abia mai mănâncă, în timp ce Preaiubita devine tot mai voinică, ajungând să arate ca o femeie însărcinată. Denver mărturisește că se teme de Sethe, după ce a aflat că a ucis-o pe Preaiubita , nu îi înțelege motivele și crede că și frații ei tot din această cauză au fugit. Vocile lui Sethe și Preaiubita se contopesc până nu se mai pot distinge, iar Denver observă că Sethe se poartă tot mai mult un copil, în timp ce Preaiubita pare tot mai mult mama.
Denver cere ajutorul comunității negre, de care au fost izolate din cauza invidiei pentru privilegiile acordate lui Baby Suggs, dar și a crimei lui Sethe când și-a ucis fiica de doi ani. Femeile din comunitate vin în casă pentru a o exorciza pe Preaiubita. Tot atunci, proprietarul alb al casei, domnul Bodwin, sosește pentru a-i oferi un loc de muncă lui Denver, care îi ceruse de lucru. Neștiind acest lucru, Sethe îl atacă cu o daltă pentru gheață, crezând că e Învățătorul care a venit după fiica ei. Femeile din sat și Denver o opresc, iar Preaiubita dispare.
Denver devine un membru activ al comunității, iar Paul D. se întoarce la Sethe. Țintuită la pat, devastată de dispariția Preaiubitei, ea îi mărturisește că Preaiubita a fost „tot ce avea mai bun”. Atunci el îi răspunde că ea însăși este tot ce are mai bun, lăsând-o să se întrebe „Eu? Eu?”. Pe măsură ce timpul trece, toți cei care au cunoscut-o pe Preaiubita o uită treptat, până când toate urmele ei dispar cu desăvârșire.

## Scriere
Dedicația cărții, „60 de milioane și ceva”, se referă la africanii și descendenții lor care au murit ca urmare a comerțului cu sclavi din Atlantic. Epigraful cărții este Romani 9:25.

## Teme principale

### Relațiile mamă-fiică
Legăturile materne dintre Sethe și copiii ei îi inhibă propria personalitate și împiedică dezvoltarea unei identități de sine. Sethe dezvoltă o pasiune maternă periculoasă concretizată în uciderea unei fiice, varianta ei cea mai bună. Fiica supraviețuitoare se înstrăinează de comunitatea neagră. Ambele situații provin din faptul că Sethe încearcă să-și salveze „fantezia viitorului”, copiii ei, de la o viață în sclavie.
În Ohio, Sethe nu observă nevoia fiicei ei Denver de a interacționa cu comunitatea neagră în procesul ei de maturizare. La sfârșitul romanului, Denver reușește să-și găsească propria identitate cu ajutorul Preaiubitei. Sethe se regăsește pe sine însăși numai după exorcizarea Preaiubitei. Abia atunci se simte liberă să accepte pe deplin prima ei relație adevărată, legătura ei cu Paul D. Această relație e singura care o salvează de la autodistrugerea pe care și-o provoca prin legăturile materne cu copiii ei.
Preaiubita și Sethe sunt amândouă afectate emoțional, cu traume provocate de sclavie. În sclavie, multe mame și-au pierdut copiii, cu consecințe devastatoare pentru ambele părți. Baby Suggs a făcut față refuzând să se apropie de copiii ei și păstrând doar amintirea lor, dar Sethe nu a vrut să renunțe la ei și a luptat cu disperare pentru ei, până la punctul de a-i ucide pentru a le dărui libertatea. Sethe a rămas traumatizată de faptul că nu i s-a permis să-și alăpteze copila, i s-a „furat laptele”, incapabilă să formeze legătura simbolică între ea și fiica ei.

### Efectele psihologice ale sclaviei
Majoritatea oamenilor care fuseseră înrobiți în vremurile sclaviei au vrut să-și reprime aceste amintiri, în încercarea de a uita trecutul. Toată această ruptură de trecut provoacă o fragmentare a sinelui și o pierdere a identității adevărate. Sethe, Paul D. și Denver au suferit cu toții o pierdere a sinelui, care a putut fi remediată doar atunci când au reușit să-și reconcilieze trecutul și amintirile identității lor anterioare. Preaiubita apare ca un catalizator, are rolul de a le reaminti trăirile reprimate, ducând în cele din urmă la reintegrarea eului lor.
Sclavia divide o persoană într-o figură fragmentată. Identitatea formată din amintiri dureroase și un trecut de nerostit, negat și ținut la distanță, se concretizează într-un „eu care nu este un eu”. Pentru a vindeca și a reumaniza, trebuie să existe o comunicare, evenimentele și amintirile dureroase să fie rostite. Ca urmare a suferinței, „sinele” devine supus unei practici violente de a face și a desface, și odată conștientizat de un auditoriu devine real. Sethe, Paul D. și Baby Suggs, care nu înțeleg acest lucru, nu sunt capabili să se refacă și încearcă să-și țină trecutul la distanță. „Eul” este plasat într-un cuvânt, definit de alții. Puterea stă în auditoriu sau, mai exact, în cuvânt - odată ce cuvântul se schimbă, se schimbă și identitatea. Toate personajele din Preaiubita se confruntă cu provocarea unui eu incomplet, compus din „amintirile” lor și definit de percepții și limbaj. Bariera care îi împiedică să se refacă pe sine este dorința de a avea un „trecut necomplicat” și teama că amintindu-și despre acel trecut îi va duce „într-un loc din care nu s-ar mai putea întoarce”.

### Definiția masculinității
Discuția despre masculinitate este prefigurată de sensul dominant al poveștii lui Sethe. Preaiubita descrie sclavia în două emoții principale: iubire și autoconservare; cu toate acestea, Morrison nu se rezumă la a descrie emoțiile și atât.
Autoarea descrie cu acuratețe ororile sclaviei și efectele acesteia pentru a explica concepțiile masculine și distorsionează natura umană. Morrison a dezvăluit diferite modalități de exprimare a masculinității prin dispozitivele ei stilistice. A construit informații noi pentru a înțelege moștenirea sclaviei prin dispozitive stilistice. Pentru a recepta pe deplin percepția lui Paul D. despre masculinitate, Morrison introduce în mod deliberat cuvintele și gândurile lui pe jumătate formate, pentru a oferi publicului posibiitatea de a ghici ce se întâmplă în mintea lui. Cu toate acestea, de-a lungul romanului, descrierea laturii masculine a lui Paul D. a fost contestată de normele și valorile culturii albe. Autoarea demonstrează diferențele dintre valorile occidentale și cele africane și modul în care dialogul dintre cele două valori se face auzit prin juxtapunere și aluzii. Ea și-a exprimat mesajul prin atmosfera socială a cuvintelor folosite și l-a evidențiat și mai mult prin motivele și acțiunile personajului.
Paul D. este o victimă a rasismului, deoarece visele și obiectivele sale sunt atât de mari încât nu le va putea îndeplini niciodată din cauza rasismului. A fost ferm convins că și-a câștigat dreptul de a-și îndeplini dorințele prin sacrificiile sale și prin tot ce a pătimit, că societatea îl va răsplăti și îi va permite să facă ceea ce își dorește.
În timpul Epocii de Reconstrucție, legile Jim Crow au fost puse în aplicare pentru a limita mișcarea și implicarea afro-americanilor în societatea dominată de albi. Bărbații de culoare trebuiau să-și stabilească propria identitate, ceea ce poate părea imposibil din cauza acestor limitări. Din această cauză, mulți bărbați de culoare, precum Paul D., s-au străduit să-și găsească un rost în societatea lor și să-și atingă obiectivele.
De-a lungul romanului, Paul D. stă așezat, fie pe un trunchi de copac, fie pe trepte. Acest lucru exemplifică locul lui în societate. Bărbații de culoare sunt fundamentul societății, deoarece fără munca lor grea, bărbații albi nu ar mai obține profit. Au fost asimilați cu forța în societate unde au fost considerați „de rang inferior” din cauza culorii pielii lor.

### Relațiile de familie
Relațiile de familie sunt un element instrumental în Preaiubita, care contribuie la vizualizarea stresului și a dezmembrării familiilor afro-americane din acea perioadă. Sistemul sclavagist nu le-a permis afro-americanilor să aibă drepturi asupra lor înșiși, asupra familiei lor, asupra bunurilor lor sau asupra copiilor lor. Deci, uciderea Preaiubitei s-a vrut a fi un act pașnic, deoarece Sethe credea că astfel își salvează fiica. În acest fel, familia lor este divizată și fragmentată, la fel ca vremurile în care trăiau. După ce a fost semnată Proclamația de Emancipare, foștii sclavi au fost profund afectați de greutățile cu care s-au confruntat în vremea robiei.
Deoarece oamenii înrobiți nu puteau participa la evenimente sociale, ei și-au pus toată credința și încrederea în supranatural. Făceau ritualuri și se închinau zeului lor sau mai multor zei.
În roman, Preaiubita, care a fost ucisă de mâna mamei ei Sethe, vine acum să o bântuie. De exemplu, Sethe, Denver și Paul D. merg la carnavalul din cartier, aceasta fiind și prima ieșire în lume a lui Sethe de când și-a ucis fiica. Când se întorc, apare Preaiubita. De-a lungul romanului, Sethe crede că cea care pretinde că este Preaiubita este într-adevăr fiica ei pe care a ucis-o cu 18 ani în urmă - un scenariu care arată modul în care relațiile de familie sunt folosite pentru a evidenția conflictele psihologice cu care se confruntă protagonistul.

### Durere
În acest roman durerea este universală, deoarece toți cei implicați în sclavie au fost puternic marcați, fie fizic, fie mental, sociologic sau psihologic. Unele dintre personaje tind să-și „romantizeze” durerea, astfel încât fiecare experiență să fie un punct de cotitură în viața lor. Acest concept apare de-a lungul istoriei în tradiția contemplativă a Creștinismului timpuriu și în tradiția blues afro-americană.
Preaiubita este o carte a torturii sistematice cu care au trebuit să se confrunte foștii sclavi după Proclamația de Emancipare. Prin urmare, în acest roman, narațiunea este ca un labirint complex pentru că toate personajele au fost „dezgolite” de vocile lor, de poveștile lor, de limbajul lor, astfel încât auto-percepția de sine este clar diminuată. În plus, toate personajele au avut experiențe diferite cu sclavia, motiv pentru care poveștile lor se deosebesc unele de altele.
Multe personaje principale încearcă să înfrumusețeze durerea în așa fel încât să mai mascheze ceea ce s-a făcut. De exemplu, Sethe tot repetă ceea ce spusese o fată albă despre cicatricile ei de pe spate, numindu-le „un copac de cireș. Trunchi, ramuri și chiar frunze”. Ea repetă acest lucru tuturor, sugerând că încearcă să găsească frumusețea din cicatricea ei, chiar și atunci când i-au provocat dureri cumplite. Paul D. și Baby Suggs își întorc privirea cu dezgust și resping această descriere a cicatricilor lui Sethe. La fel face și Sethe cu Preaiubita. Amintirea fiicei ei fantomatice simbolizează rememorarea, durerea și furia care o separă pe Sethe de fiica ei moartă. Preaiubita locuiește în casă cu Paul D. și Sethe. Casa reprezintă un loc vulnerabil, acolo unde se află inima. Și Paul D. și Baby Suggs propun ca Preaiubita să nu fie invitată în casă, dar Sethe nu îi ascultă pentru că ea o vede doar pe fiica ei, mare și în viață, și nu durerea resimțită când a ucis-o. La sfârșitul cărții, Preaiubita dispare și Paul D. o încurajează pe Sethe să se iubească pe sine însăși.

### Eroism
Prin definirea eroismului ca fiind capacitatea cuiva de a face ceea ce consideră corect atunci când alții se opun și de a-i inspira pe alții să se elibereze de durerea trecutului lor, cartea poate transmite că eroismul nu este absolut, ci mai degrabă relativ, în funcție de experiența trecută și de influența comunității; caracterizarea literară a lui Sethe și Denver este de natură a susține și mai mult acest lucru.
Așa cum apare în carte, Sethe nu este un erou convențional, ci  un om capabil să le permită celor pe care îi iubește să se elibereze din lanțurile trecutului, Morrison o include într-o definiție aparte a eroismului. Decizia lui Sethe de a-și ucide propriul copil, Preaiubita, este disprețuită de comunitate, care ignoră frica ei că Învățătorul îi va înrobi din nou toată familia. Cu toate acestea, Sethe însăși nu se îndoiește nicio clipă de propriul ei adevăr, justificând: „Nu-i treaba mea să știu ce-i mai rău. E treaba mea să știu ce-i groaznic și să-i țin departe. Asta am făcut.” (Preaiubita, 2014, traducere de Virgil Stanciu, p. 224). Rolul atribuit lui Sethe de societate, de a nu-și ucide copiii și de a încerca să rezolve pașnic criza provocată de Învățător este în contrast cu rolul pe care și-l asumă ea, de a-și ucide copiii pentru a se asigura că nu vor fi forțați să experimenteze aceeași soartă ca ea în sclavie. Din punctul ei de vedere, singura cale de a-și ști copiii în siguranță a fost să-i ucidă și „să-i țină departe de ceea ce [ea] știe că este îngrozitor”, deoarece moartea este de preferat decât unei vieți în sclavie. Sethe nu doar că are curajul de a-și asuma convingerile, ea își demonstrează și eroismul, ajutându-l pe Paul D. să se confrunte cu propriul său trecut dureros. Spre sfârșitul romanului, când o vizitează pe Sethe, Paul D. își amintește despre „Tandrețea cu care mânuise bijuteria de la gâtul lui - cu cele trei spițe ale ei, ca niște vigilenți pui de șerpi cu clopoței, îmbârligate sus în aer. Cum nici nu pomenise de ea, nici nu se uitase la ea, ca el să nu se rușineze de faptul că era înjugat ca un animal. Numai femeia asta, Sethe, îi putuse lăsa bărbăția în felul ăsta. Vrea să-și pună povestea alături de a ei.” (Preaiubita, 2014, traducere de Virgil Stanciu, p. 364). Experiențele intime ale lui Paul D. din vremea sclaviei când a fost marcat cu fierul înroșit l-au schimbat pentru totdeauna, răpindu-i masculinitatea și creând o furtună mentală profundă. Morrison folosește metafora pentru a compara urma fierului cu „trei spițe, ca niște vigilenți pui de șerpi cu clopoței, îmbârligate sus în aer”, subliniind că influența veninoasă a fierului roșu, la fel ca mușcătura unui șarpe cu clopoței, lovește în trei moduri diferite, fizic, cognitiv și emoțional. Paul D. găsește sprijin în Sethe, care „nici nu pomenise, nici nu se uitase” la cicatricile lui, iar acest lucru îi permite și să-și păstreze propria masculinitate, ceea ce pentru Paul D. definește însuși fundamentul caracterului său.
Sethe sfidează opoziția față de actele ei eroice de a-i elibera pe ceilalți de trecutul lor, iar Denver sfidează limitele trecutului ei, reușind să o ajute pe Sethe să scape de parazitismul Preaiubitei, care o împiedică să mai aibă o viață proprie. Simțindu-se prinsă în singurătatea de la 124, Denver se luptă cu gândul de a le părăsi pe Sethe și Preaiubita, având nevoie de tot curajul pentru a păși dincolo de pragul casei și a căuta ajutorul comunității de care a aparținut și ea cândva. Pe măsură ce Sethe și Preaiubita rămân închise în casă, punctul culminant al eroismului lui Denver se manifestă atunci când își dă seama că „nici lui Sethe, nici Preaiubitei nu părea că le pasă ce avea să aducă ziua de mâine. Denver știa că totul stătea pe umerii ei. Va trebui să plece din curte; să treacă dincolo de hotarul lumii ei; să le lase singure pe cele două și să caute ajutor la cineva.” (Preaiubita, 2014, traducere de Virgil Stanciu,p. 323). Folosind imaginea metaforică a lui Denver pășind „dincolo de hotarul lumii”, pentru a spune cum a părăsit „curtea” într-un efort de a rescrie concepțiile societății despre izolarea ei și faptele groaznice din trecutul lui Sethe, Morrison transmite curajul ei de a părăsi singura lume pe care o cunoaște pentru a cere „ajutor la cineva”. De asemenea, realizând că lui Sethe și Preaiubitei nu părea să le pese de ceea ce ar putea aduce „ziua de mâine”, Denver înțelege că trebuie să-și elibereze mama din capcana trecutului, să o facă să trăiască din nou într-un prezent și viitor ferit de Preaiubita. Învingându-și propriile prejudecăți despre comunitatea exterioară, Denver reușește să depășească pragul de eroism al lui Morrison, salvând-o pe Sethe din strânsoarea sufcantă a trecutului prin Preaiubita. Când influența Preaiubitei devine din ce în ce mai nocivă pentru casa 124 și pentru perspectiva vieții lui Sethe, Denver nu ezită să își asume un rol matern și să aibă grijă de mama ei. Toate acestea o inspiră pe Ella să formeze un grup de femei pentru a o exorciza  pe Preaiubita din comunitate și descrie: „Pentru Sethe era ca și cum Luminișul ar fi venit la ea, cu toată căldura și frunzele lui fremătătoare, unde glasurile de femei căutau combinația adecvată, cheia, codul, sunetul care rupea înșiruirea cuvintelor. Ridicând o voce peste alta până când o găseau, iar când o găseau talazul de sunet era suficient de încăpător ca să evoce apele adânci și să scuture păstăile din castani. Valul se frânse peste Sethe și ea tremură ca un copil proaspăt botezat în apa lui.” (Preaiubita, 2014, traducere de Virgil Stanciu, p. 348). Morrison pomenește de Luminiș pentru a evidenția modul în care Denver și-a asumat rolul pozitiv al lui Baby Suggs în comunitate, susținând și inspirând oamenii din comunitate să lucreze spre binele mai mare. Morrison compară apoi vocile femeii care se roagă cu un talaz de sunete care ar putea chiar „să scuture păstăile din castani”, arătând magnitudinea puterii dintr-o comunitate unită. În urma acestei experiențe pure din punct de vedere spiritual, Sethe „tremură ca un copil proaspăt botezat”, fiind astfel curățată de pata Preaiubitei prin curajul lui Denver.
Prin Sethe și Denver, exemple de eroi atipici capabili să-și învingă temerile pentru a-i ajuta pe cei dragi să scape de fantomele trecutului, Morrison subliniază, poate, că eroismul este definit nu prin puteri supranaturale sau vitejii fără seamăn, ci prin curajul de a depăși prejudecățile asertive ale societății pentru un bine suprem și de a îi influența pozitiv pe cei din jur. Pe măsură ce experiența din sclavie a ajuns să-i definească și viața de femeie liberă, Sethe s-a tot chinuit singură în trecutul ei, devenind un erou doar atunci când le-a permis persoanelor iubite să se elibereze de efectele dezumanizante ale sclaviei. Denver, pe de altă parte, evadează din izolarea ei pentru a o ajuta pe Sethe să găsească un viitor rupt de trecutul ei. Morrison subliniază că oamenii au capacitatea de a acționa cu eroism, alegând să-i salveze pe alții de durerile lor trecute. Un astfel de fenomen poate fi pus în practică în societatea actuală prin refuzul de a accepta toate idealurile societății și apărarea propriilor convingeri, oricât de mare și puternică ar fi opoziția.

## Personaje

### Sethe
Sethe este protagonista romanului. Ea a scăpat de sclavie de pe o plantație numită Dulcea Casă. În prezent locuiește în casa 124 (o casă de pe strada Bluestone Road, numărul 124, dar denumită doar „124”), despre care se crede că ar fi bântuită pentru că și-a ucis copilul acolo. Cei doi fii ai ei au fugit tocmai din această cauză, așa că locuiește doar cu fiica ei, Denver. Este o mamă puternică și va face orice pentru a-și proteja copiii de abuzurile pe care le-a experimentat ea în timpul sclaviei. Trauma pe care a îndurat-o atunci a lăsat urme adânci și încă îi controlează viața. Are „un copac pe spate”, cicatrici de la biciuire. Este o fire dârză, dar marcată de trecutul traumatizant. Avea 19 ani când s-a născut Denver, prin urmare, anul nașterii ei este 1836.

### Preaiubita
Înțelegerea personajului Preaiubita este esențială pentru roman. Este o tânără care apare în mod misterios dintr-un pârâu de lângă casa lui Sethe. Când se întorc de la târg, Sethe, Paul D. și Denver o găsesc udă pe pragul casei și o iau cu ei înăuntru. Toți cred că ea este copilul ucis care bântuia casa, deoarece totul încetează la sosirea ei, iar ea se comportă mai mult ca un copil mic. Preaiubita spune povești despre sclavi din trecut, inclusiv despre mama lui Sethe. Morrison a declarat că personajul Preaiubita este fiica ucisă de Sethe. Copilul ucis nu avea un nume, așa că numele ei provine din gravura de pe piatra funerară a bebelușului ucis, pe care scria pur și simplu „Preaiubita”, deoarece Sethe nu și-a putut permite să graveze cuvântul „Neprețuita” sau orice altceva. Preaiubita scoate la suprafață traumele reprimate ale familiei, dar creează și haos și nebunie în casă și treptat o epuizează fizic și psihic pe Sethe.

### Paul D.
Paul D. își păstrează numele de sclav; majoritatea bărbaților sclavi de la Dulcea Casă se numeau Paul. El păstrează, de asemenea, multe amintiri dureroase din sclavie și de când a forțat să trăiască în lanțuri; înainte de a ajunge la 124, rătăcise prin lume. În loc de inimă are o „tabacheră”, în care își ține amintirile dureroase, până când Preaiubita o va deschide. După ani de când fuseseră împreună la Dulcea Casă, Paul D. și Sethe se reunesc și încep o relație romantică. El se comportă ca un tată cu Denver și este primul care are suspiciuni în privința Preaiubitei. În ciuda faptului că se cunoșteau practic de-o viață întreagă, el nu o înțelege cu adevărat pe Sethe din cauza maternității ei și din cauza anilor care trecuseră de atunci.

### Denver
Denver este singurul copil al lui Sethe care a rămas la Casa 124. Izolată de comunitatea ei după uciderea Preaiubitei, Denver se atașează foarte mult de mama ei. După sosirea Preaiubitei, Denver observă cum fantoma surorii ei începe să se manifeste diabolic. Deși înfățișată ca un personaj copilăros, de-a lungul romanului Denver evoluează într-o femeie protectoare. În ultimele capitole, Denver luptă nu numai pentru independența ei personală, ci și pentru bunăstarea mamei sale, rupând ciclul izolării în Casa 124. La începutul romanului are 18 ani.

### Baby Suggs
Baby Suggs este soacra lui Sethe. Fiul ei, Halle, a muncit pentru a-i cumpăra libertatea. Apoi ea s-a stabilit în Cincinnati și a devenit un lider respectat în comunitate, predicând ca oamenii de culoare să se iubească pe ei înșiși pentru că ceilalți nu îi vor iubi. În timp, semenii ei ajung să o invidieze și să o respingă, mai ales după crima lui Sethe. Baby Suggs se retrage în patul ei, unde se gândește la culori frumoase pentru tot restul vieții. Moare la 70 de ani la începutul cărții, cu 8 ani înainte de întâmplările ce vor urma.

### Halle
Halle este fiul lui Baby Suggs, soțul lui Sethe și tatăl copiilor ei. Cei doi s-au căsătorit la Dulcea Casă, dar s-au despărțit când ea a evadat. Acum este menționat doar trecător. Paul D. a fost ultimul care l-a văzut pe Halle, amestecând unt la Dulcea Casă. Se presupune că a înnebunit după ce a văzut proprietarii de acolo violând-o pe Sethe. Este un om bun și muncitor, calități pe care Paul D. le descoperă și în Denver la sfârșitul cărții, dar Baby Suggs se teme că tocmai acestea sunt punctul lui slab.

### Învățătorul
Învățătorul este un adevărat torționar, violent, abuziv și crud față de oamenii pe care i-a înrobit la Dulcea Casă și pe care îi consideră animale. El vine să o recupereze pe Sethe după ce evadează, dar ea își ucide fiica și este arestată.

### Amy Denver
Amy Denver este o tânără fată albă care voia să ajungă la Boston. O găsește pe Sethe când aceasta încerca cu disperare să scape de urmăritori după evadarea de la Dulcea Casă și o ajută. Sethe era însărcinată atunci, iar picioarele îi sângerau de atâta mers. Amy îi va fi moașă, iar fetița lui Sethe se va naște pe o barcă mică. Fetița va primi numele Denver în amintirea acestei femei și a ajutorului pe care i l-a acordat.

## Adaptări
În 1998, a fost realizat un film Touchstone Pictures în regia lui Jonathan Demme, cu Oprah Winfrey în rol principal, dar și în calitate de producător.
În ianuarie 2016, Beloved a fost difuzat în 10 episoade de BBC Radio 4, ca parte a emisiunii 15 minute de dramă. Serialul radio a fost adaptat de Patricia Cumper.

## Moștenire
Preaiubita a primit Premiul Frederic G. Melcher Book Award. Pe 12 octombrie 1988, la decernarea premiului, Morrison a spus că „nu există niciun monument, placă sau coroană sau zid sau parc sau reclamă pe un zgârie-nori” în stare să onoreze memoria ființelor umane luate în sclavie și aduse în Statele Unite. „Nu există nicio bancă la marginea drumului”, a mai spus. „Și pentru că un astfel de loc nu există (din câte știu eu), trebuia să existe cartea”. Inspirată de vorbele ei, Societatea Toni Morrison a început să instaleze bănci în locuri semnificative din istoria sclaviei în America. The New York Times a raportat că prima „bancă de lângă drum” a fost inaugurată pe 26 iulie 2008, pe Insula Sullivan, Carolina de Sud, locul pe unde au intrat aproximativ 40% dintre africanii înrobiți aduși în Statele Unite. Morrison a spus că a fost extrem de mișcată de monument. În 2017, cea de-a 21-a bancă a fost amplasată la Biblioteca Congresului. Este dedicată lui Daniel Alexander Payne Murray (1852-1925), primul bibliotecar asistent afro-american al Congresului.
Romanul a primit cel de-al șaptelea premiu anual Robert F. Kennedy Center for Justice and Human Rights Book Award în 1988, ce se acordă unui romancier care „reflectă cel mai fidel și mai puternic idealurile lui Robert Kennedy - grija pentru cei săraci și neputincioși, lupta pentru o justiție echitabilă, convingerea că o societate decentă trebuie să asigure tuturor tinerilor o șansă echitabilă și credința că o democrație liberă poate acționa pentru a remedia disparitățile de putere și oportunități.”

## Receptare critică
Publicarea romanului în 1987 i-a adus cea mai mare recunoaștere scriitoarei sale. Deși a fost nominalizat la National Book Award, nu a câștigat, iar 48 de scriitori și critici afro-americani, printre care: Maya Angelou, Amiri Baraka, Jayne Cortez, Angela Davis, Ernest J. Gaines, Henry Louis Gates Jr., Rosa Guy, iunie Jordan, Paule Marshall, Louise Meriwether, Eugene Redmond, Sonia Sanchez, Quincy Troupe, John Edgar Wideman și John A. Williams, au semnat o scrisoare de protest care a fost publicată în The New York Times Book Review la 24 ianuarie 1988. În 1988, Preaiubita a primit premiul Pulitzer pentru ficțiune precum și premiul Robert F. Kennedy Memorial Book Award, Melcher Book Award, Lyndhurst Foundation Award și Elmer Holmes Bobst Award.
Comentatorii au descris acest roman ca pe o explorare a noțiunilor de familie, traumă, reprimare a amintirilor, restaurarea faptelor istorice și o încercare de a da voce memoriei colective a afro-americanilor. Într-adevăr, criticii și însăși Morrison au indicat că epigraful controversat „60 de milioane și ceva” este extras dintr-o serie de studii privind comerțul cu sclavi africani, care estimează că aproximativ jumătate din „marfa” fiecărei nave a pierit pe drumul spre America.
Criticii au comentat natura personajului Preaiubita, dacă este o fantomă sau o persoană reală. Presupunând că Preaiubita este o întruchipare supranaturală a fiicei lui Sethe, au criticat romanul ca fiind o poveste confuză cu fantome. Elizabeth B. House a susținut că Preaiubita nu este o fantomă, iar romanul este de fapt povestea a două cazuri de confuzie de identitate. Preaiubita este bântuită de pierderea părinților ei africani și astfel ajunge să creadă că Sethe este mama ei. Sethe tânjește după fiica ei moartă și se convinge destul de ușor că această tânără este copilul pe care l-a pierdut. O astfel de interpretare, susține House, clarifică multe aspecte derutante ale romanului și subliniază preocuparea lui Morrison față de legăturile familiale.
Încă de la sfârșitul anilor 1970, s-a pus accent pe felul în care Morrison a reprezentat experiența și istoria afro-americană. Ideea că scrisul acționează terapeutic a generat un conflict în multe dintre aceste studii. Timothy Powell, de exemplu, susține că varianta istoriei, așa cum este prezentată de Morrison, rescrie comunitatea afro-americană prin „afirmare, prezență și bine”, în timp ce Theodore O. Mason Jr. sugerează că poveștile lui Morrison unesc comunitățile.
Mulți critici explorează amintirea sau ceea ce Sethe numește „rememorare”, tocmai din această perspectivă. Susan Bowers o încadrează pe Morrison într-o „lungă tradiție a scrierii apocaliptice afro-americane” care se întoarce în timp, „dezvăluind” ororile trecutului pentru a le „transforma”. Unii critici au interpretat trauma și amintirea prezentate de Morrison din punct de vedere psihanalitic. Ashraf H.A. Rushdy explorează modul în care „scenele primare” din romanele lui Morrison constituie „o oportunitate și o acțiune afectivă de autodescoperire prin „amintire” și „reamintire”. După cum susține Jill Matus, totuși, reprezentările traumei în cartea lui Morrison nu sunt „niciodată pur și simplu curative”: prin aducerea fantomelor din trecut pentru a le alunga sau a le rememora, textele pot „provoca cititorii la experiența indirectă a traumei și acționează ca un mijloc de transmitere." Reacția lui Ann Snitow față de Preaiubita ilustrează clar noile tendințe și interpretări spre care se îndreaptă cartea. În recenzia sa din 1987 Snitow susține că Preaiubita, fantoma din centrul narațiunii, este „prea ușoară” și „fără consistență”, făcând întregul roman „sufocant”. Snitow și-a schimbat părerea după ce a citit critici care au interpretat Preaiubita într-un mod diferit, văzând ceva mai complicat decât o fantomă literală, ceva ce necesită diferite forme de exprimare creativă și interpretare critică. Conflictele sunt atât ideologice, cât și critice; ele se referă la definirea și evaluarea literaturii americane și afro-americane, relația dintre artă și politică și tensiunea dintre recunoaștere și asumare.
În definirea textelor lui Morrison drept literatură afro-americană, criticii au devenit mai atenți la contextul istoric și social și la modul în care ficțiunea lui Morrison implică anumite locuri și momente. După cum observă Jennings, multe dintre romanele lui Morrison se desfășoară în comunități negre izolate, unde practicile și sistemele de credințe africane nu sunt marginalizate de o cultură albă dominantă, ci rămân mai degrabă active, poate chiar în subconștient, forțe care modelează comunitatea. Matus susține că romanele ulterioare ale lui Morrison „au fost și mai mult concentrate pe momente istorice specifice”; „prin devotamentul lor față de istoria sclaviei și a Harlemului de la începutul secolului al XX-lea, și-au imaginat și amintit aspecte ale istoriei negre care au fost uitate sau rememorate inadecvat”.
Pe 5 noiembrie 2019, BBC News a inclus Preaiubita pe lista cu cele mai inspiraționale 100 de romane (100 Novels That Shaped Our Wolrd).

## Interdicție și controverse
Preaiubita a fost interzisă în multe școli din SUA, cel puțin în unsprezece în timpul anului universitar 2021-2022. Motivele generale ale interzicerii au inclus bestialitatea, pruncuciderea, sexul și violența.
În 2007, la douăzeci de ani de la publicarea din 1987, romanul a fost brusc abandonat de o clasă de engleză de la Eastern High School din Louisville, Kentucky, din ordinul directorului școlii. Elevii aproape ajunseseră la sfârșitul cărții când un părinte s-a plâns de limbajul de la pagina 13. După ce a fost anunțat despre interzicerea cărții, profesorul de engleză care preda cartea a argumentat în fața Consiliului Școlii de luare a deciziilor că ar trebui predat un curs de literatură engleză la nivel de colegiu. Cu ajutorul unor profesori cu aceeași mentalitate și al absolvenților din Eastern, interdicția a fost ridicată în scurt timp, iar cartea continuă să fie predată la liceu și în prezent.
În Virginia, s-a discutat ca Preaiubita să fie eliminată din lista de lecturi în limba engleză pentru seniori din Comitatul Fairfax, în urma plângerii unui părinte din 2017, potrivit căruia „cartea include scene de sex violent, inclusiv un viol în grup și e prea explicită și extremă pentru adolescenți”. Îngrijorarea părinților cu privire la Preaiubita a inspirat Beloved Bill, o lege care ar fi impus școlilor publice din Virginia să îi înștiințeze pe părinți cu privire la orice „conținut sexual explicit” și să ofere, dacă le va fi solicitată, o varianță alternativă. Proiectul de lege a fost respins de guvernatorul Terry McAuliffe. Când McAuliffe a candidat din nou la biroul guvernatorului în 2021, un rol decisiv în alegeri l-a avut declarația sa din timpul unei dezbateri: „Da, am oprit proiectul de lege pentru că nu cred că părinții ar trebui să spună școlilor ce să predea”. Adversarul său, Glenn Youngkin, a profitat de acest fapt și a realizat o reclamă de televiziune în care un părinte vorbea despre efortul depus pentru interzicerea cărții. Reclama nu menționa titlul, autorul sau subiectul cărții, dar se concentra pe „materialul explicit” din lucrarea fără nume.
În februarie 2022, grupul de studenți activiști „Voters of Tomorrow” au vrut să distribuie cărți interzise studenților din Texas și Virginia, inclusiv pe Preaiubita. Părinții din Districtul școlar independent Katy au depus o solicitare de a revizui această carte, ceea ce a determinat excluderea ei din bibliotecile școlare și restricționarea accesului elevilor de clasele a XI-a și a XII-a. Elevii și părinții s-au împotrivit interzicerii cărții în timpul ședințelor publice ale consiliului de administrație al districtului. ACLU (American Civil Liberties Union, în română Uniunea Americană pentru Drepturile Civile) din Texas a trimis o scrisoare membrilor consiliului școlar și superintendentului în aprilie 2022, susținând că eliminarea de către district a acestei cărți și a altor titluri încălcă Primul Amendament, Constituția Texasului și propriile politici ale districtului.

## Premii
- Premiul Pulitzer pentru ficțiune, 1988[62]
- Premiul Anisfield-Wolf Book Award, 1988[63]
- Premiul Robert F. Kennedy Memorial Book Award
- Premiul Melcher Book Award
- Premiul Fundației Lyndhurst
- Premiul Elmer Holmes Bobst